# Bog Lake (Neuseeland)
Der Bog Lake ist ein See im Southland District in der Region Southland auf der Südinsel von Neuseeland.

## Geographie
Der Bog Lake befindet sich 490 m östlich angrenzend an den Lake Te Anau und rund 26 km nordnordöstlich von dem Ort Te Anau entfernt. Der See, der keinen Zufluss  und keinen Abfluss in Form eines Baches oder Flusses besitzt, erstreckt sich über eine Länge von rund 1,34 km in Südsüdwest-Nordnordost-Richtung und misst an seiner breitesten Stelle rund 370 m in Westnordwest-Ostsüdost-Richtung. Die Fläche des Sees beträgt rund 39 Hektar, bei einem Seeumfang von rund 2,96 km.